# Casa di salute Biffi
La "Casa di salute Villa Biffi" ha avuto origine dalla casa di cura avviata nel 1822 dal medico Vincenzo Montebruni, sita nella antica Villa Antonini di Milano di proprietà nell’Ottocento delle famiglie Antonini, Pellizzari di Brescia e Stampa di Como. Era anche nota come "Ospizio privato di San Celso" ed era collocata nell’omonimo corso al n. 31, attuale corso Italia.
Intorno al 1890 il vecchio edificio di Milano fu abbandonato e la casa di cura fu trasferita presso la Villa Dosso di Monza, in via Amati, occupando un'ampia area, e mantenendo anche un recapito a Milano, prima in Corso San Celso 7 e poi in via Broletto 37.
Alla morte del suo illustre direttore Serafino Biffi avvenuta nel 1899 fu intitolata al suo nome, diventando “Casa di salute Villa Biffi” e in seguito “Stabilimento sanitario Biffi per la cura delle malattie mentali e nervose”.
Lo Stabilimento sanitario Biffi di Monza rimase in attività fino al 1988, quando fu sostituito da una struttura di nuova costruzione, sempre destinata alla cura delle malattie mentali. Quest’ultima fu venduta nei primi anni Novanta e attualmente ospita il Policlinico di Monza.
A Monza era anche nota come "Villa Biffi".